# Küçükmuhsine, Selçuklu
Küçükmuhsine là một xã thuộc quận Selçuklu, tỉnh Konya, Thổ Nhĩ Kỳ. Dân số thời điểm năm 2011 là 250 người.